# Saurauia kegeliana
Saurauia kegeliana là một loài thực vật có hoa trong họ Dương đào. Loài này được Schltdl. miêu tả khoa học đầu tiên năm 1853.